# Air Charter Scotland
Air Charter Scotland (ursprünglich Edinburgh Air Charter) ist eine schottische Chartergesellschaft mit Sitz in Glasgow und Basis am Flughafen Glasgow. Das Unternehmen bietet auch Aircraft Management, Wartung, Kauf und Verkauf an.

## Geschichte
George McFarlane, der Vorsitzende des Unternehmens, übernahm Air Charter Scotland im Jahr 2003; es besaß anfangs eine Cessna 310 und eine Beechcraft King Air 200.

## Flotte
Die Flotte besteht mit Stand  Juni 2022 aus acht Flugzeugen:
| Flugzeugtyp                       | aktiv | bestellt | Anmerkungen | Sitzplätze |
| --------------------------------- | ----- | -------- | ----------- | ---------- |
| CE-560-XL (Cessna Citation Excel) | 1     |          |             | 8          |
| CE-560-XLS+ (Citation XLS+)       | 1     |          |             | 8          |
| CE-680A (Latitude)                | 1     |          |             | 8          |
| Dassault Falcon 7X                | 1     |          |             | 16         |
| Embraer EMB-550 (Legacy 500)      | 2     |          |             | 8          |
| Embraer EMB-135BJ (Legacy 650)    | 2     |          |             | 13         |
| Gesamt                            | 8     |          |             |            |

## Air Charter Scotland Europe
Air Charter Scotland Europe ist eine maltesische Chartergesellschaft mit Sitz in Valletta und Basis am Flughafen Malta. Sie ist eine Schwestergesellschaft von Air Charter Scotland.

### Geschichte
Air Charter Scotland Europe wurde am 16. März 2020 gegründet und erhielt am 9. Februar 2021 ein maltesisches Luftverkehrsbetreiberzeugnis (AOC Nummer MT-63). Diese nahm ihr neues AOC Ende Dezember entgegen, wobei Air Charter Scotland Europe der letzte neue Betreiber des Jahres 2020 wurde, der noch unter EU-freundlichen Bedingungen registriert wurde.

## Flotte
Die Flotte von Air Charter Scotland Europe besteht mit Stand August 2022 aus zwei Flugzeugen:
| Flugzeugtyp               | aktiv | bestellt | Anmerkungen | Sitzplätze |
| ------------------------- | ----- | -------- | ----------- | ---------- |
| Bombardier Challenger 350 | 1     |          |             | 10         |
| Cessna CitationJet CJ3    | 1     |          |             | 9          |
| Gesamt                    | 2     |          |             |            |